# Integral Verkehrstechnik AG Jenbach
Die Integral Verkehrstechnik AG Jenbach war von 1997 bis 2001 ein Hersteller von Schienenfahrzeugen des Typs Integral in Jenbach in Tirol (Österreich). Sie war eine 100%ige Tochter der Jenbacher AG.

## Geschichte

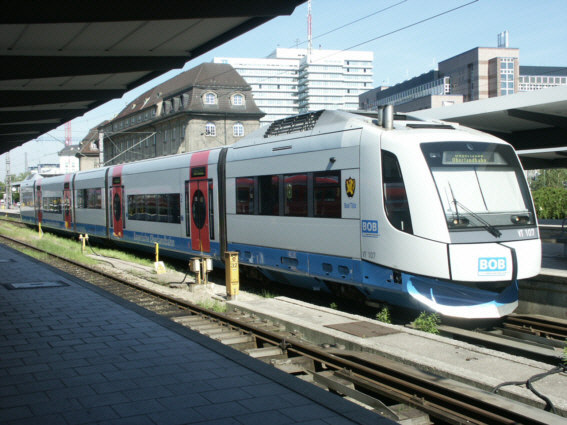
Integral der BOB

Bei Jenbacher Transportsysteme wurde der Integral ursprünglich  von Rudolf Sommerer für die Modernisierung der Wiener S-Bahn entwickelt. Der Integral wurde dabei aber im Baukastensystem entworfen, um in verschiedenen Konfigurationen den Anforderungen vom regionalen bis zum S-Bahn-Verkehr zu genügen. Aufgrund der Liberalisierung des Eisenbahnnetzes 1996 in Deutschland und politischen Drucks der Bayerischen Staatsregierung bekam die Jenbacher Transportsysteme AG mit Gründung der Bayerischen Oberlandbahn BOB (DEG und Bayerische Zugspitzbahn) den Auftrag, zum Fahrplanwechsel Mai 1998 Integral-Züge als Diesel-Version an die BOB zu liefern. Zu diesem Zweck wurde 1997 die Integral Verkehrstechnik AG Jenbach als eigenständiges Unternehmen aus der Jenbacher Transportsysteme AG ausgegliedert.
Die 17 Einheiten des Integral wurden ausgeliefert. Jedoch zeigten sich mit der Aufnahme des Regelbetriebes sehr schnell einige Mängel, die dem Zug und der BOB negative Pressemeldungen einbrachten. Im Jahr 2000 wurden die 17 Integral-Züge der BOB außer Betrieb genommen und vom Hersteller IVT unter Mitwirkung von Molinari-Rail komplett überarbeitet. Nach Behebung der Mängel wurde der Integral zum Fahrplanwechsel 2001 wieder bei der BOB eingesetzt. Seither lief der Betrieb zuverlässig, was sich auch in steigenden Fahrgastzahlen widerspiegelte; dennoch wurde der Integral bei BOB ab Juni 2020 sukzessive ausgemustert. 12 Züge konnten an die Regiobahn GmbH in Mettmann (Düsseldorf) weiterverkauft werden, die bis zur geplanten Elektrifizierung ihrer Streckenäste Kaarst-Neuss und Düsseldorf-Gerresheim – Wuppertal-Dornap eine kurzfristig verfügbare Lösung suchte.
Nachdem der Integral aufgrund der technischen Probleme einen Verlust von über 22 Millionen Euro verursacht hatte, erfolgte die Schließung der IVT im Jahr 2001. Die Rechte zum Bau weiterer Integral-Gliederzüge gingen zunächst an die BOB und damit deren Besitzer Connex, heute Transdev, über. Connex und der damals neu gewonnene Partner ADtranz planten, den Integral in Nürnberg zu bauen. Dies scheiterte mit dem Verkauf von ADtranz an Bombardier. Da Bombardier Transportation in diesem Einsatzbereich den Talent baute, hatte es kein Interesse, den Integral zu fertigen. Versuche, einen „Integral II“ zu fertigen, scheiterten.